# Les Saisons meurtrières
 (septembre 2020).
Si vous disposez d'ouvrages ou d'articles de référence ou si vous connaissez des sites web de qualité traitant du thème abordé ici, merci de compléter l'article en donnant les références utiles à sa vérifiabilité et en les liant à la section « Notes et références ».
Les Saisons meurtrières est une mini-série française de 4 épisodes, adaptée des polars de Gilda Piersanti.

## Synopsis
Le commissaire Rousseau de la brigade criminelle et son adjointe, la jeune profileuse Mariella de Luca, enquêtent sur une série de meurtres aux mises-en-scènes macabres.

## Distribution
- Patrick Chesnais[1] : le commissaire Rousseau
- Camille Panonacle : Mariella De Luca, la profileuse
- Jane Birkin : Lily Rousseau, la femme du commissaire
- Brigitte Catillon : Françoise Berthier
- Grégory Fitoussi : Fabrice Berthier
- Gérald Laroche : Roubaix, un adjoint du commissaire
- Bruno López : lieutenant Borel, un adjoint du commissaire

## Épisodes
- Hiver rouge, 6 janvier 2012, 93 min
- Bleu catacombes, 31 janvier 2014, 97 min
- Jaune iris, 23 octobre 2015, 92 min
- Noir enigma, 20 octobre 2017, 98 min